# Sulfonă

Structura generală a unei sulfone.

O sulfonă este un tip de compus organic cu sulf, ce conține o grupă funcțională sulfonil, legată concomitent de doi atomi de carbon. Atomul central de sulf, care este hexavalent, realizează două legături duble cu atomi de oxigen, iar legăturile cu atomii de carbon sunt simple.

## Obținere
Sulfolanul este cea mai folositoare sulfonă din punct de vedere industrial, fiind un compus ciclic cu formula (CH2)4SO2. Este obținut prin adiția dioxidului de sulf la 1,3-butadienă, urmând apoi hidrogenarea sulfolenei obținute.

## Proprietăți chimice
Sub acțiunea razelor ultraviolete sau a agenților reducători, sulfonele elimină dioxid de sulf (SO2) și se mai obțin ca produși de reacție catenele hidrogenate sau resturile legate între ele:
{\displaystyle {\mathsf {R{\text{-}}SO_{2}{\text{-}}R'\ {\xrightarrow {[H],h\nu }}\ RH+R'H+SO_{2}}}}
{\displaystyle {\mathsf {R{\text{-}}SO_{2}{\text{-}}R'\ {\xrightarrow {[H],h\nu }}\ R{\text{-}}R'+SO_{2}}}}

## Aplicații

### Farmacologie
Un exemplu de sulfonă cu acțiune farmacologică este Dapsone, un medicament folosit ca și antibiotic în diferite afecțiuni, precum: lepra, dermatita herpetiformă, tuberculoza sau pneumonia pneumocistică. Unii dintre derivații săi, precum promina, au fost studiate în mod similar sau chiar aplicate în tratamentul medical, dar sulfonele sunt în general mult mai puțin utilizate în farmacologie în comparație cu sulfamidele.